# Popemobile
Popemobile (xe giáo hoàng) là một phương tiện cơ giới được thiết kế đặc biệt được giáo hoàng của Giáo hội Công giáo sử dụng trong những lần xuất hiện trước công chúng.  Danh xưng trên được ghép từ chữ pope (giáo hoàng) và automobile (xe ô tô). Nó được coi là sự kế thừa cho chiếc kiệu giáo hoàng và được thiết kế để cho phép giáo hoàng được nhìn thấy rõ hơn khi đi giữa đám đông lớn.
Đã có nhiều thiết kế khác nhau cho chiếc xe kể từ khi Giáo hoàng Phaolô VI lần đầu tiên sử dụng chiếc Lincoln Continental ở New York vào năm 1965. Một số phiên bản không kín hoàn toàn, trong khi một số khác có tường kính chống đạn để bảo vệ Giáo hoàng, kể từ sau vụ ám sát Giáo hoàng Gioan Phaolô II năm 1981. Một số phiên bản cho phép giáo hoàng ngồi khi di chuyển, trong khi một số khác được thiết kế để đứng. Sự đa dạng của xe giáo cho phép Vatican chọn một chiếc thích hợp cho mỗi mục đích sử dụng tùy thuộc vào mức độ an ninh cần thiết, khoảng cách, tốc độ di chuyển và sở thích của giáo hoàng.
Biển đăng ký xe của Vatican đều bắt đầu bằng chữ "SCV", viết tắt của theo tiếng Latin của Status Civitatis Vaticanae  ("Thành phố Vatican"), sau đó là số hiệu xe. Biển đăng ký cho chiếc Ford Focus hiện được Đức Giáo hoàng Phanxicô sử dụng là “SCV 00919”.  Trước đây, xe giáo hoàng thường sử dụng biển đăng ký "SCV 1", bên cạnh các số "SCV 2" đến "SCV 9" cũng từng được sử dụng. 

## Lịch sử
Tiền thân của popemobile là chiếc kiệu giáo hoàng (sedia gestatoria), một chiếc ghế đặc biệt được những người phụ tá của Giáo hoàng khiêng trên vai. Chiếc kiệu không còn được sử dụng sau khi Giáo hoàng Phaolô VI qua đời vào năm 1978. Giáo hoàng Gioan Phaolô I, người kế vị Giáo hoàng Paul VI, và trị vì chỉ 33 ngày trước khi qua đời, là giáo hoàng cuối cùng sử dụng sedia gestatoria . 

### Sử dụng bởi Giáo hoàng Gioan Phaolô II

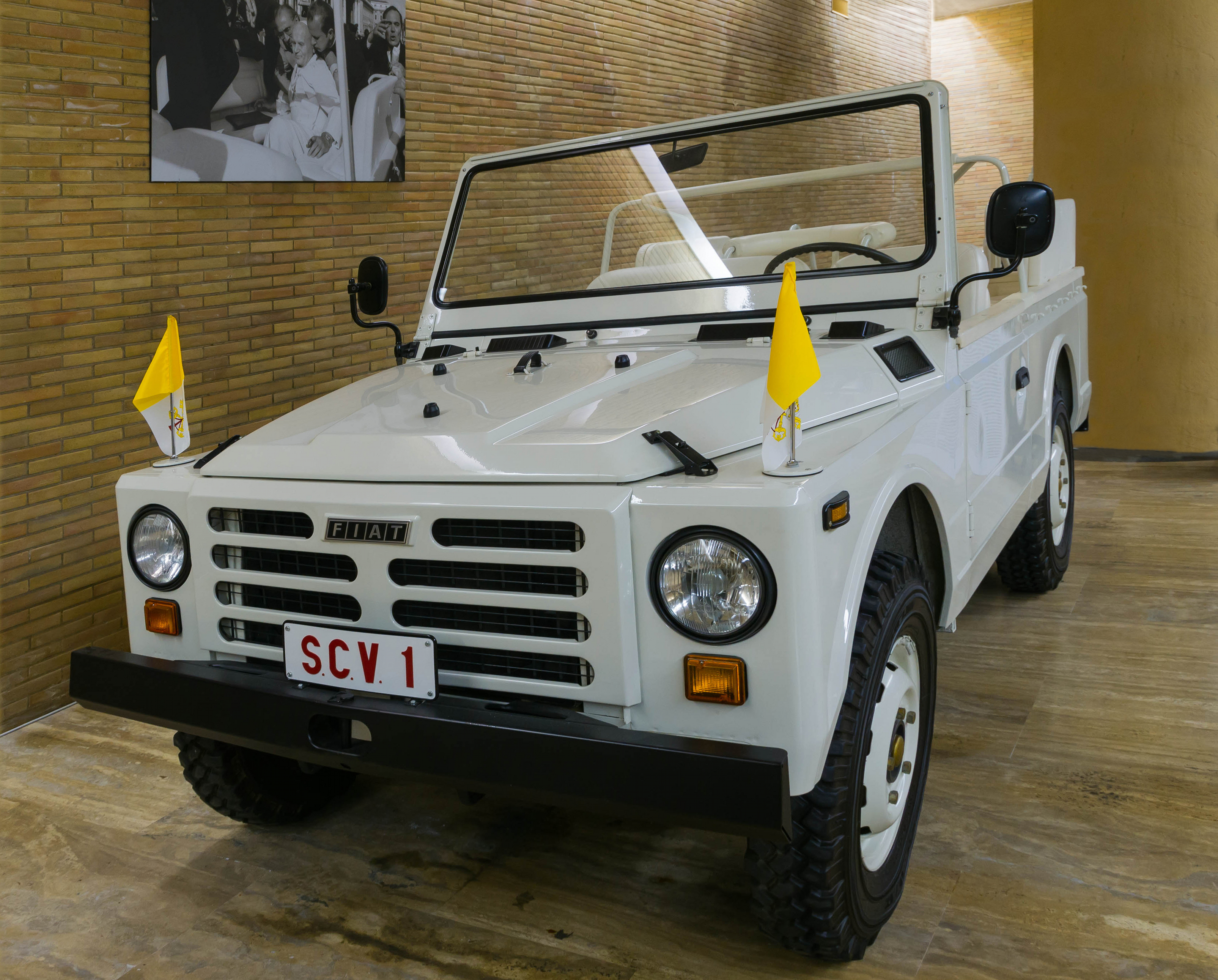
Chiếc xe giáo hoàng Fiat Campagnola trong đó Giáo hoàng Gioan Phaolô II là đối tượng của một vụ ám sát vào tháng 5 năm 1981.

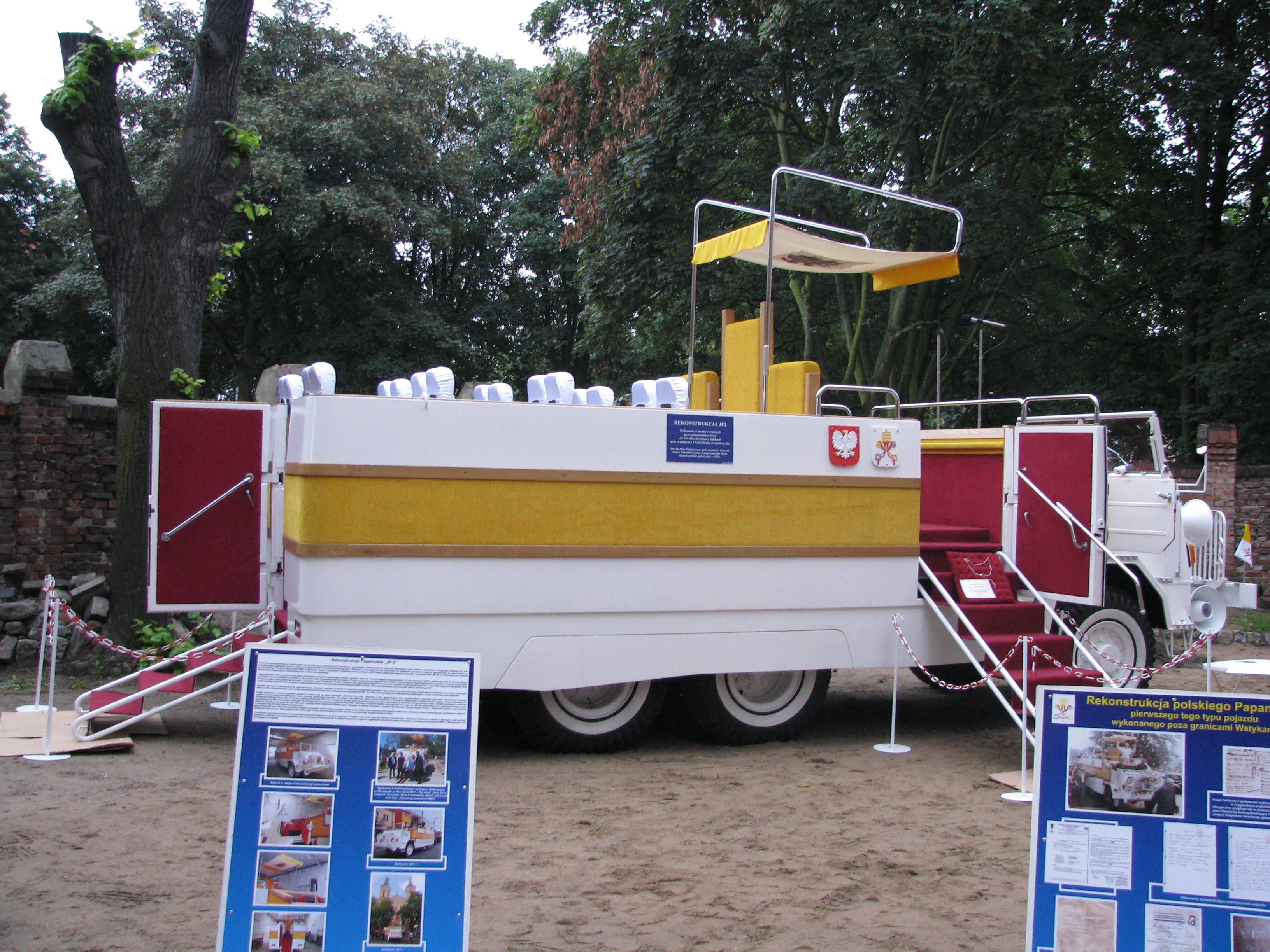
FSC Star của Ba Lan.

Trong lần đầu tiên Đức Giáo hoàng Gioan Phaolô II về thăm quê hương, ông chọn chiếc xe màu trắng nhãn hiệu FSC Star của Ba Lan, một công ty ở Starachowice. Vào chuyến thăm của Đức Giáo hoàng Gioan Phaolô II tới Ireland vào năm 1979, Ford Ireland đã tặng  một chiếc xe dòng D được OBAM điều chỉnh; vào năm 2017, chiếc xe đó đã được cho thuê tư nhân ở Dublin.  Nó lớn hơn chiếc xe được sử dụng sau này ở Vatican. Một chiếc xe khác là một chiếc Mercedes-Benz đã được cải tiến với một ô cửa sổ nhỏ ở phía sau nơi giáo hoàng ngồi. Một chiếc Mercedes-Benz G-Class 230 G (converted) cũng đã được chế tạo cho chuyến thăm của Đức Gioan Phaolô II tới Đức vào năm 1980. 

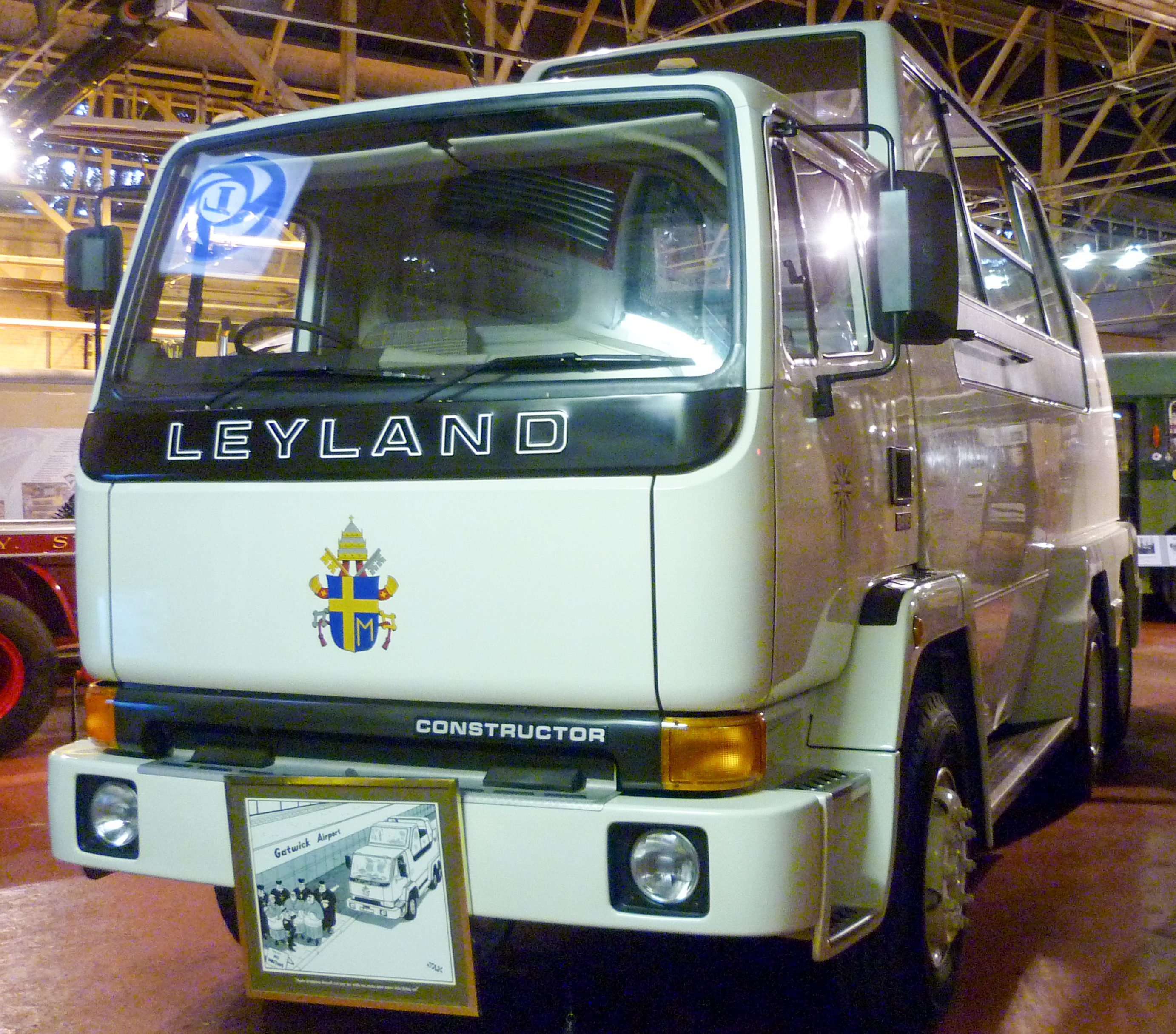
Một trong hai chiếc xe của Giáo hoàng được chế tạo trên khung gầm Leyland Constructor cho chuyến thăm của Giáo hoàng Gioan Phaolô II tới Vương quốc Anh vào tháng 5/tháng 6 năm 1982.

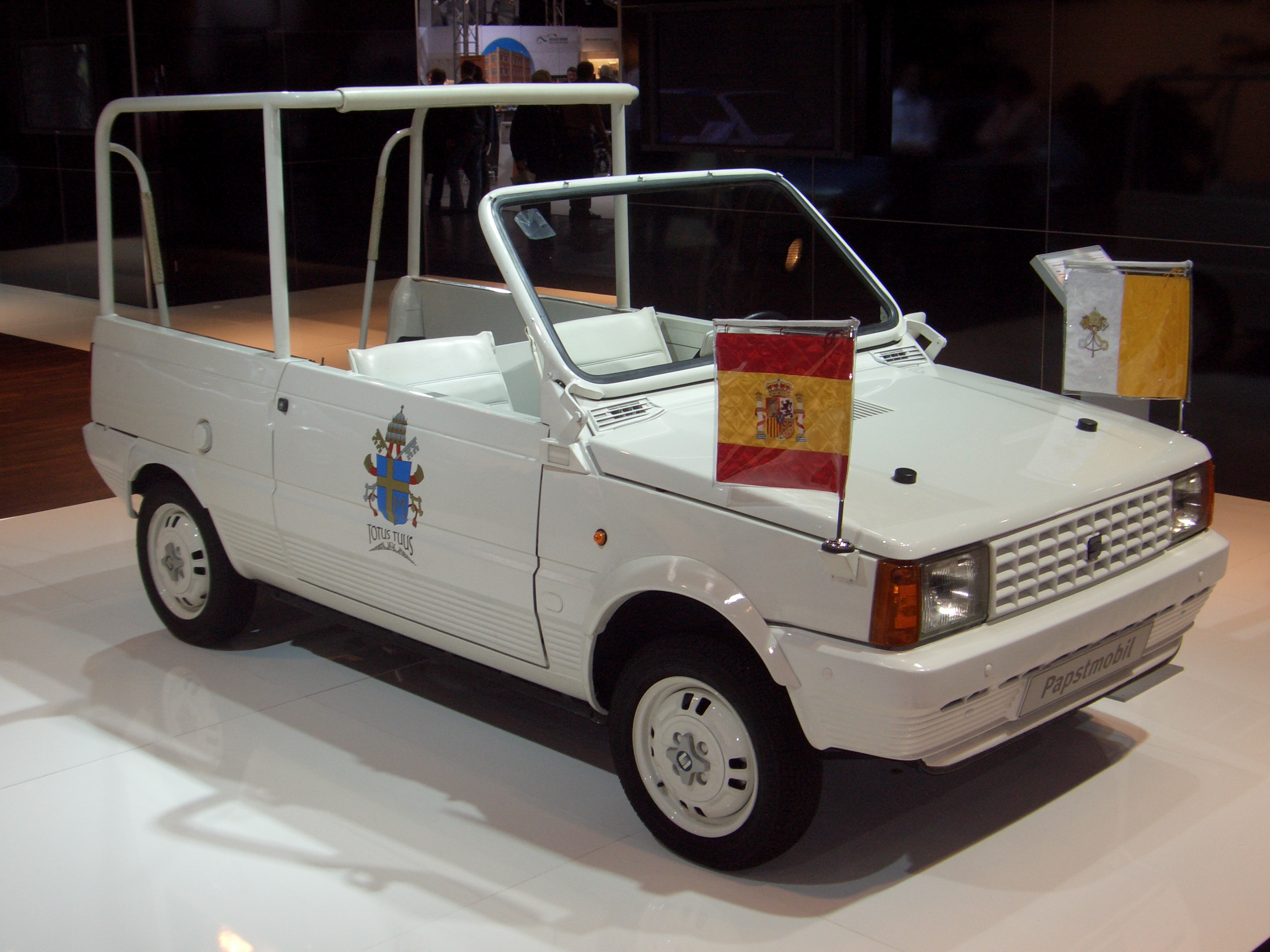
Xe giáo hoàng SEAT Panda được Đức Gioan Phaolô II sử dụng trong chuyến thăm Tây Ban Nha vào tháng 10/tháng 11 năm 1982.

Sau vụ ám sát Giáo hoàng Gioan Phaolô II vào năm 1981, chiếc xe giáo hoàng được lắp thêm kính chống đạn. Hãng British Leyland đã cung cấp mẫu xe Leyland T45 và mẫu xe SUV Range Rover được gia cố bọc thép vào năm 1982 cho chuyến thăm của Giáo hoàng tới Vương quốc Anh. Một trong hai chiếc xe T45 đã được bán đấu giá vào năm 2006 với giá 37.000 bảng Anh, chiếc còn lại được lưu giữ tại Bảo tàng Xe Thương mại Anh ở Leyland, Vương quốc Anh.  Còn một trong những chiếc Range Rover thì được trưng bày tại Bảo tàng Lịch sử Tang lễ Quốc gia (Houston, Texas).  Đức Giáo hoàng đã sử dụng một chiếc xe giống mẫu SEAT Panda trong chuyến thăm Tây Ban Nha năm 1982. Chiếc xe này được thiết kế kiểu dáng mở với tay nắm phía trước để giáo hoàng có thể đứng yên và vẫy chào đám đông khi di chuyển. 
Trong chuyến thăm của ông tới Canada năm 1984, một chiếc GMC Sierra cải tiến đã được sử dụng, được cải tiến lại lại bởi Công ty Động cơ Cứu hỏa Thibault ở Pierreville, Quebec. Sau đó, nó tiếp tục được sử dụng cho chuyến thăm của Giáo hoàng tới Cuba năm 1998 và hiện được trưng bày tại Bảo tàng Khoa học và Công nghệ Canada ở Ottawa năm 2005. Chiếc xe thứ hai do Công ty Xe cứu hỏa Thibault chế tạo  đã được gửi trở lại Vatican vào năm 1984. 
Trong chuyến thăm của Giáo hoàng tới Hoa Kỳ, tháng 9 năm 1987, một cặp xe Mercedes-Benz 230 G đã được đưa tới Washington, DC và được Cơ quan Mật vụ Hoa Kỳ cải tiến để có thể kết nối vào khoang của Giáo hoàng từ cabin lái xe. Sau chuyến thăm này thì thiết kế này vẫn tiếp tục được sử dụng.  Một trong những chiếc xe này đã ngừng hoạt động và hiện đang được trưng bày tại Bảo tàng Mercedes-Benz ở Stuttgart, Đức.
Năm 2002, Đức Gioan Phaolô II đã từng yêu cầu giới truyền thông ngừng gọi xe giáo hoàng là "popemobile", nói rằng thuật ngữ này "không xứng đáng".  Chiếc xe thường được Giáo hoàng Biển Đức XVI sử dụng nhất khi đi công du nước ngoài là một chiếc xe thể thao đa dụng Mercedes-Benz M-Class, đã được cải tiến với một khoang bằng kính đặc biệt với nguồn cung cấp oxy riêng được tích hợp ở phía sau xe. Giáo hoàng đi vào bằng cửa sau và bước lên vài bậc. Sau đó, ông ngồi trên một chiếc ghế da trắng có viền vàng, sau đó được nâng lên khoang kính bằng thang máy thủy lực, giúp người khác dễ dàng nhìn thấy Giáo hoàng hơn. Ngoài tài xế, phía trước xe còn có chỗ cho một người ngồi cùng (thường là nhân viên an ninh). Phía sau khoang kính bao quanh của xe cũng có chỗ cho hai phụ tá của Giáo hoàng. Các tính năng an toàn của xe bao gồm cửa sổ và mái bằng kính chống đạn, có thể chịu được các vụ nổ, các tấm bên và gầm được bọc thép được gia cố và thiết kế để chống lại các vụ nổ bom. Theo thời giá năm 2011, chiếc popemobile này có giá khoảng 345.000 bảng Anh. 
Vào ngày 6 tháng 6 năm 2007, một người đàn ông Đức đã cố gắng nhảy vào chiếc xe giáo hoàng đang không được che chắn của Đức Biển Đức XVI khi giáo hoàng bắt đầu buổi tiếp kiến chung. Giáo hoàng không bị thương và thậm chí còn không nhận ra có người đã nhảy qua hàng rào bảo vệ ở quảng trường và bám vào chiếc xe giáo hoàng Fiat màu trắng khi nó đi qua. Ít nhất tám nhân viên an ninh đã tham gia bảo vệ chiếc xe khi nó di chuyển chậm qua quảng trường. Sau đó, họ bắt giữ hắn, trước khi anh ta bị cảnh sát Vatican thẩm vấn. 

### Sử dụng bởi Giáo hoàng Phanxicô

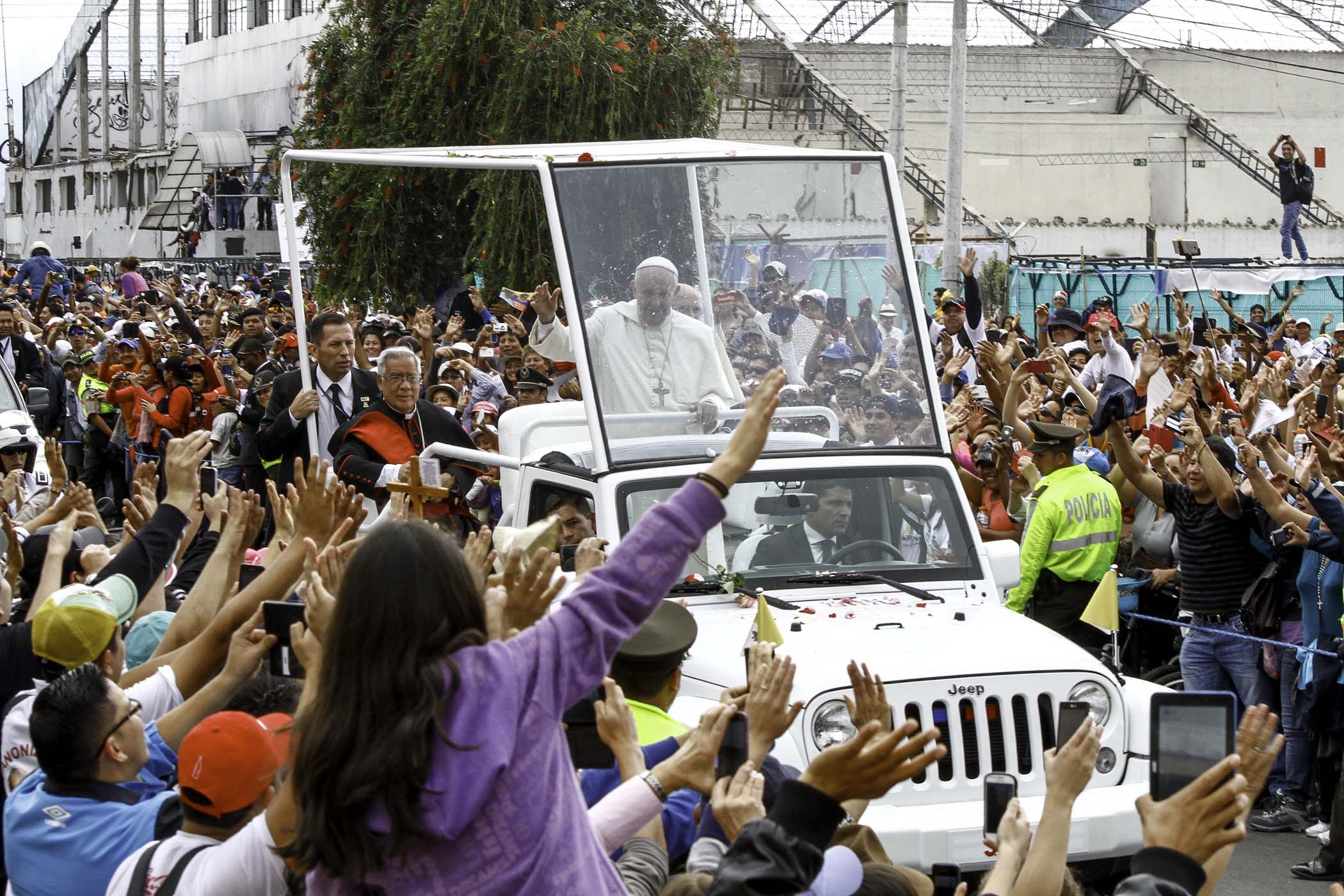
Đức Giáo hoàng Phanxicô trên chiếc xe Jeep ở Ecuador, 2015

Đức Giáo hoàng Phanxicô thể hiện sở thích với một lối sống đơn giản hơn và những chiếc xe đơn giản hơn. Khi còn là hồng y, ông thường sử dụng phương tiện giao thông công cộng .  Vào đêm ông được bầu làm giáo hoàng, ông đi cùng các hồng y khác trên một chiếc xe buýt nhỏ trở về nhà khách thay vì sử dụng xe của Giáo hoàng.  Đối với những chuyến đi trong Thành phố Vatican, ông sử dụng một chiếc Ford Focus nhỏ. Ông cũng tự lái xe quanh thành phố trên chiếc Renault 4 đời 1984 do Linh mục người Ý Renzo Zocca tặng. 
Một chiếc Kia Soul đã được sử dụng làm xe giáo hoàng vào tháng 8 năm 2014 khi ông đến thăm Hàn Quốc. 
Nhà sản xuất ô tô Ý Fiat, nhà cung cấp xe lâu đời của Giáo hoàng, đã cung cấp cho Giáo hoàng Phanxicô chiếc Fiat 500L, được sử dụng cho chuyến thăm Hoa Kỳ vào ngày 22 - 27 tháng 9 năm 2015.  Fiat cũng cung cấp chiếc Jeep Wrangler mà ông sử dụng ở Ecuador vào tháng 7 năm 2015. 
Trong chuyến thăm Philippines, mẫu xe của được sử dụng là Isuzu D-Max .  Vào năm 2019, Giáo hoàng Phanxicô đã dùng một chiếc Dacia Duster để sử dụng làm xe giáo hoàng trong chuyến viếng thăm Romania. 